# Ben Ferguson
Ben Ferguson (Boise, 21 de enero de 1995) es un deportista estadounidense que compite en snowboard, especialista en la prueba de halfpipe.
Consiguió dos medallas en los X Games de Invierno. Participó en los Juegos Olímpicos de Pyeongchang 2018, ocupando el cuarto lugar en el halfpipe.

## Medallero internacional
| \| X Games de Invierno \| X Games de Invierno \| X Games de Invierno \| X Games de Invierno \| \| Año \| Lugar \| Medalla \| Prueba \| \| ------------------- \| ---------------------- \| ------------------- \| ------------------- \| \| 2016 \| Aspen (Estados Unidos) \| Medalla de plata \| Superpipe \| \| 2018 \| Aspen (Estados Unidos) \| Medalla de bronce \| Superpipe \| |                        |                   |           |
| X Games de Invierno |                        |                   |           |
| Año | Lugar                  | Medalla           | Prueba    |
| 2016 | Aspen (Estados Unidos) | Medalla de plata  | Superpipe |
| 2018 | Aspen (Estados Unidos) | Medalla de bronce | Superpipe |